# Нурі Шахін
Ну́рі Шахі́н (тур. Nuri Şahin; нар. 5 вересня 1988, Люденшайд, Німеччина) — турецький футболіст, що грав на позиції півзахисника. Відомий своїми виступами в складі бременського «Вердера» і національної збірної Туреччини. Колишній головний тренер клубу «Боруссія» (Дортмунд)

## Клубна кар'єра

### Початок кар'єри
Вихованець футбольної школи клубу «Боруссія» (Дортмунд). Дорослу футбольну кар'єру розпочав 2005 року в основній команді того ж клубу, в якій провів шість сезонів, взявши участь у 135 матчах чемпіонату. Більшість часу, проведеного у складі «Боруссії», був основним гравцем команди.
Протягом 2007—2008 років на правах оренди захищав кольори клубу «Феєнорд». За цей час виборов титул володаря Кубка Нідерландів.

### «Реал Мадрид»
До складу клубу «Реал Мадрид» приєднався 9 травня 2011 року, підписавши шестирічний контракт. 6 листопада 2011 Нурі дебютував за «Реал», вийшовши на заміну в матчі проти «Осасуни».

### «Ліверпуль»
25 серпня 2012 року на правах однорічної оренди приєднався до англійського «Ліверпуля». Дебют півзахисника відбувся у домашньому матчі проти «Арсенала», який також цікавився футболістом під час трансферного вікна. 26 вересня забив свої перші два м'ячі за новий клуб у матчі Кубка Ліги проти «Вест-Бромвіч Альбіон». Вже 29 вересня півзахисник відзначився першим голом у чемпіонаті, забивши «Норвіч Сіті».

### «Боруссія»
У січні 2013 року Нурі повернувся до дортмундської «Боруссії» на умовах орендного договору. Згодом оренду було подовжено, а 10 квітня 2014 року німецький клуб скористався правом викупу контракту Шахіна.

### «Вердер»
З 2018 по 2020 роки Шахін грав за другий німецький клуб «Вердер».

### «Антальяспор»
В серпні 2020 року Шахін повернувся до Туреччини, де підписав дворічний контракт з клубом «Антальяспор». Відігравши за команду один сезон, восени 2021 року футболіст прийняв рішення про завершення ігрової кар'єри. 5 жовтня 2021 року Шахіна було призначено головним тренером «Антальяспора».

## Виступи за збірні
2003 року дебютував у складі юнацької збірної Туреччини, взяв участь у 29 іграх на юнацькому рівні, відзначившись 5 забитими голами.
Протягом 2007—2008 років залучався до складу молодіжної збірної Туреччини. На молодіжному рівні зіграв у 11 офіційних матчах, забив 4 голи.
2005 року дебютував в офіційних матчах у складі національної збірної Туреччини. Провів у формі головної команди країни 52 матчі, забивши 2 голи.

## Тренерська кар'єра
В жовтні 2021 року Нурі Шахін був призначений головним тренером клубу турецької Суперліги «Антальяспор». За результатами сезону 2021/22 його команда посіла сьоме місце в чемпіонаті.
29 грудня 2023 року Шахін залишив «Антальяспор» і того ж дня він був призначений асистентом тренера дортмундської «Боруссії» Едина Терзича. Шахін підписав з клубом контракт на один рік. Влітку 2024 року він став головним тренером команди.

## Титули та досягнення

### Командні
- Чемпіон Європи (U-17): 2005

«Феєнорд»
- Володар кубка Нідерландів: 2007-08

«Боруссія»
- Чемпіон Німеччини: 2010-11
- Володар Кубка Німеччини: 2016-17
- Володар Суперкубка Німеччини: 2013, 2014

«Реал Мадрид»
- Чемпіон Іспанії: 2011-12

### Особисті
- Найкращий гравець Чемпіонату Європи (U-17): 2005
- Найкращий гравець Чемпіонату Німеччини: 2010-11